# Acacia willardiana
Acacia willardiana är en ärtväxtart som beskrevs av Joseph Nelson Rose. Acacia willardiana ingår i släktet akacior, och familjen ärtväxter. Inga underarter finns listade i Catalogue of Life.

## Bildgalleri

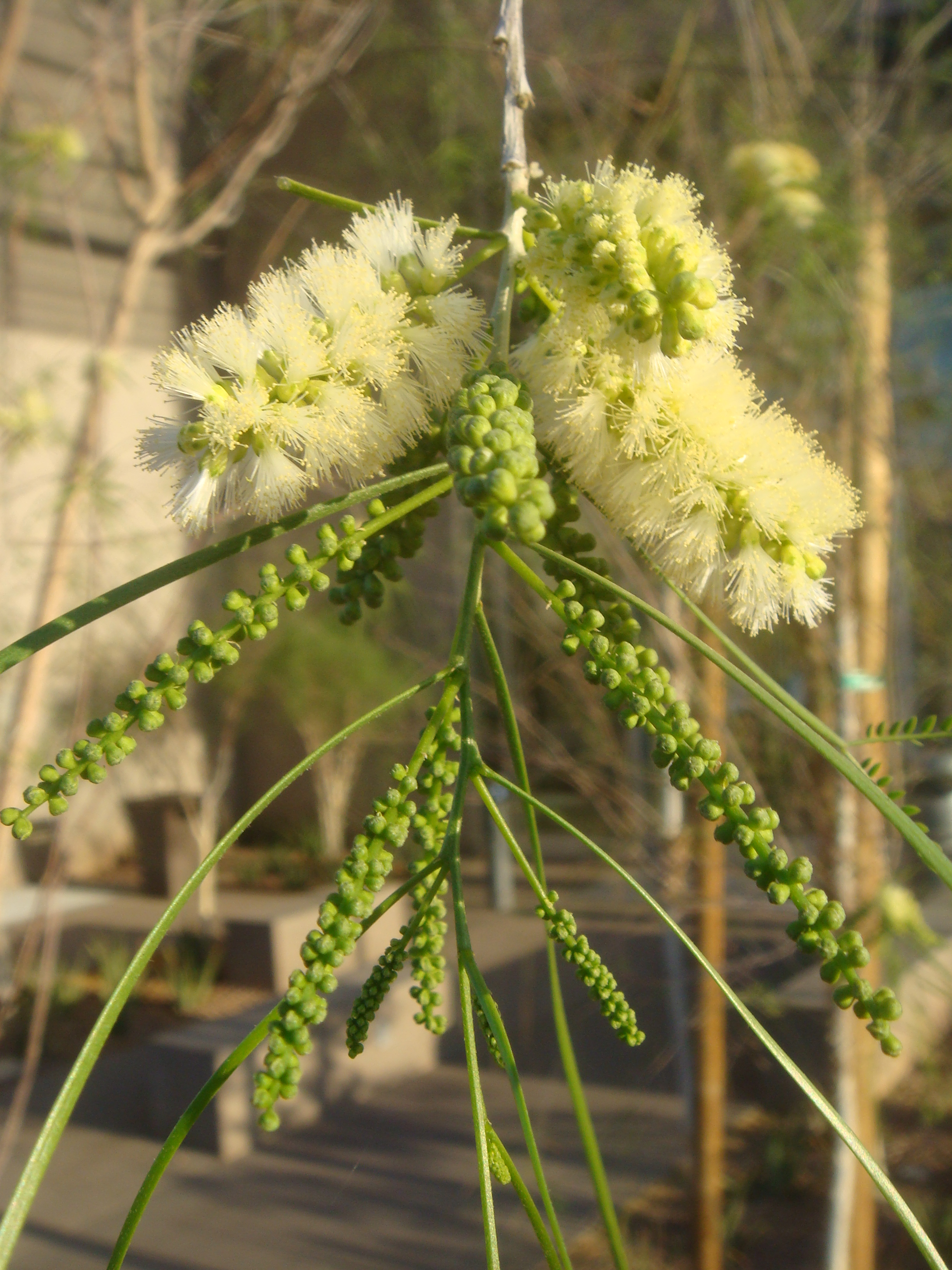
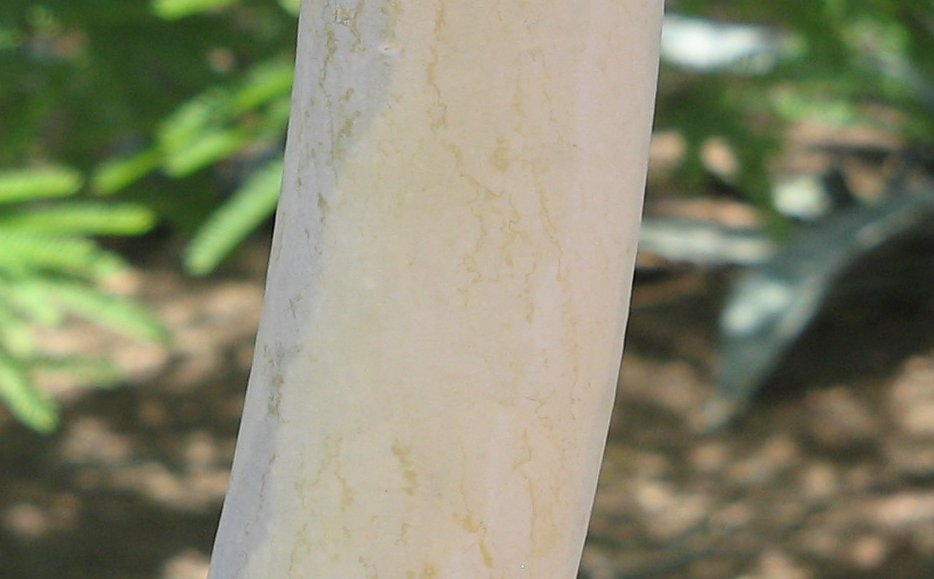
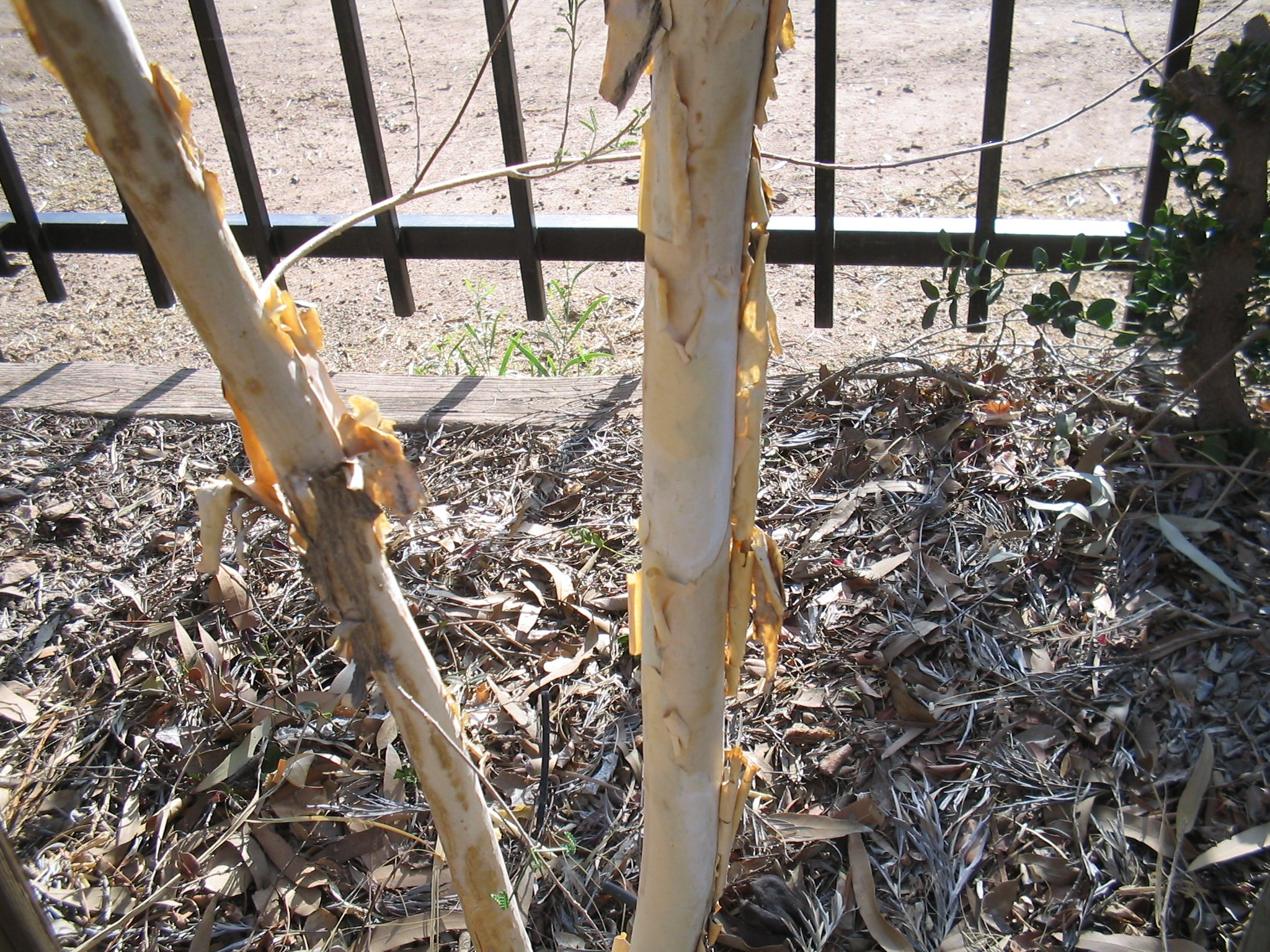
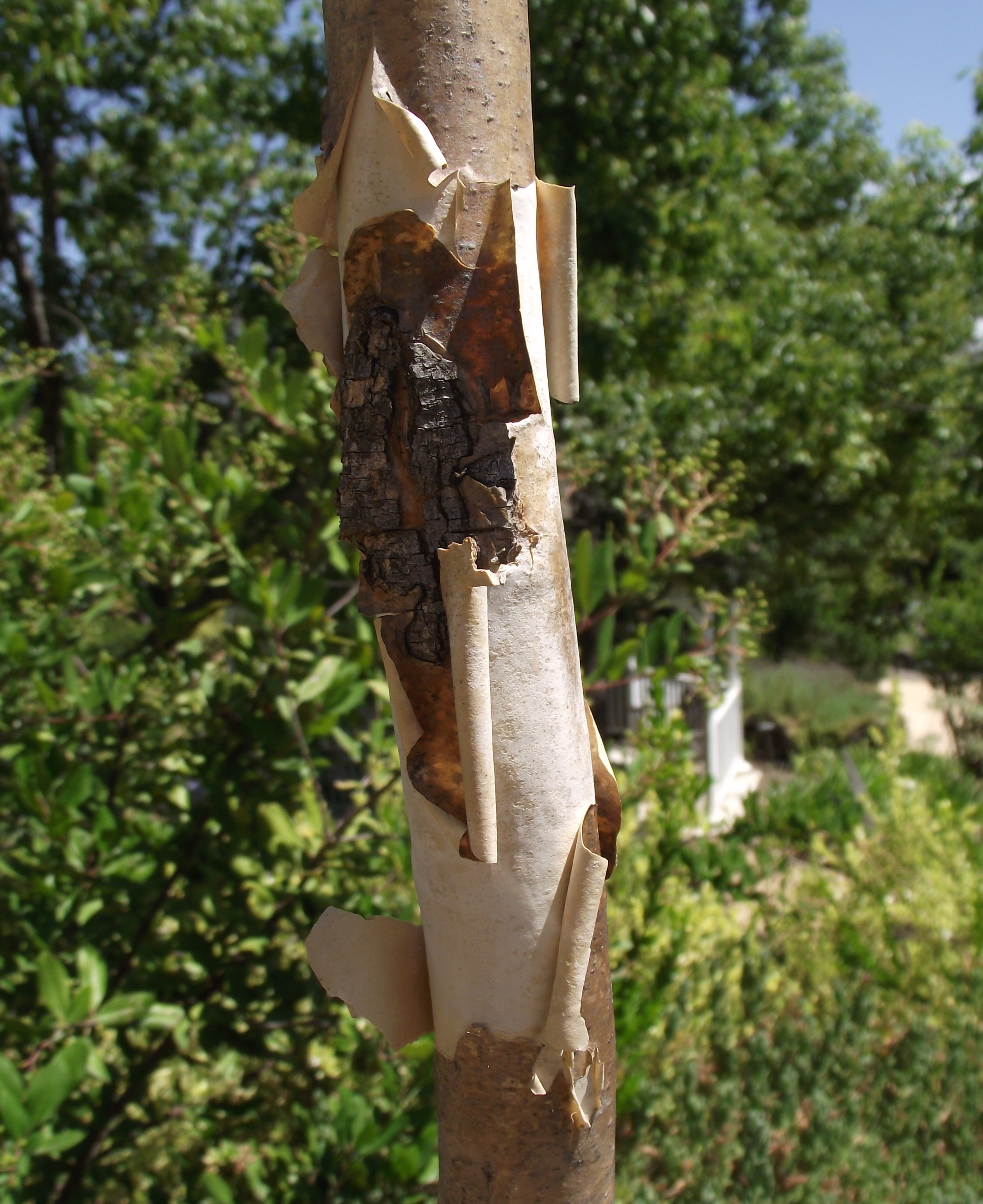